# Chip Esten

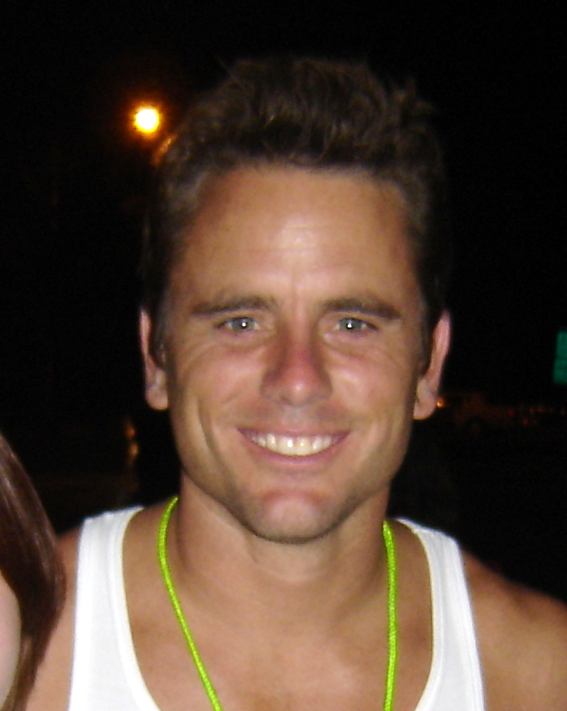
Charles Esten in 2005

Charles Esten Puskar III (Pittsburgh, 9 september 1965), beter bekend als Chip Esten, is een Amerikaans acteur, zanger en komiek.

## Biografie
Esten werd geboren in Pittsburgh. Hij was 9 jaar toen zijn ouders uit elkaar gingen en groeide verder op in Alexandria (Virginia). Hij doorliep de high school aan de T.C. Williams High School in Alexandria en aan de College of William and Mary in Williamsburg (Virginia) waar hij afstudeerde in economie. Tijdens zijn studie was hij leadzanger van de band N'est. Na zijn studie verhuisde hij naar Engeland om daar zijn acteerdebuut te maken in het theater.
Esten begon in 1989 met acteren in de televisieserie On the Television, waarna hij nog meerdere rollen speelde in televisieseries en films. Naast acteren is hij ook actief in het televisieprogramma Whose Line Is It Anyway?, zowel in Engeland als Amerika.
Esten is in 1991 getrouwd, waaruit hij twee dochters en een zoon heeft, en woont met zijn gezin in Sherman Oaks.

## Filmografie

### Films
Uitgezonderd korte films.
- 2013 Nashville: The Whole Story – als verteller
- 2008 1% – als John Tipton
- 2008 Swing Vote – als Lewis
- 2007 American Family – als Larry Bogner
- 2003 Nobody Knows Anything! – als Conner Fulton
- 2003 Save It for Later – als Don
- 2003 All Grown Up – als ??
- 2002 The Johnny Chronicles – als Patrick Monroe
- 2002 Ten Minutes Older: The Trumpet – als Bill
- 2001 61* – als Kevin Maris (1998)
- 2000 Thirteen Days – als majoor Rudolph Anderson
- 1999 The Expendables – als Ram
- 1999 Late Last Night – als politieagent Beverly Hills
- 1997 The Postman – als Michael (man van Abby)
- 1997 The Sleepwalker Killing – als Mark Schall

### Televisieseries
Uitgezonderd eenmalige gastrollen.
- 2021-2023 Outer Banks - als Ward Cameron - 28 afl.
- 2021 Tell Me Your Secrets - als Saul - 4 afl.
- 2012-2018 Nashville – als Deacon Claybourne – 124 afl.
- 2011-2012 Jessie – als Morgan Ross – 4 afl.
- 2011 Enlightened – als Damon Manning – 6 afl.
- 2011 Wilfred – als Nick – 2 afl.
- 2009-2010 Big Love – als Ray Henry – 11 afl.
- 2007-2009 The New Adventures of Old Christine – als Joe Campbell – 2 afl.
- 2007-2008 ER – als dr. Barry Grossman – 4 afl.
- 2006 The Office US – als Josh Porter – 7 afl.
- 2000-2001 The Drew Carey Show – als Chip – 2 afl.
- 2000 Party of Five – als Luke – 6 afl.
- 1998-2000 The Brian Benben Show – als Chad Rockwell – 7 afl.
- 1997 Married... with Children – als Lonnie – 2 afl.
- 1995-1996 The Crew – als Randy Anderson – 21 afl.
- 1989 On the Television – als diverse karakters – 5 afl.

- Gemeinsame Normdatei: 1061752429
- International Standard Name Identifier: 0000 0003 8465 226X
- Library of Congress Control Number: no2013006352
- MusicBrainz: ee09c59d-9398-47bc-9bde-acee805ac976
- Nationale Bibliotheek van Tsjechië: xx0158691
- Virtual International Authority File: 277348461
- WorldCat: E39PBJc7W4BqWwBFTqmtWJ4rMP